# Arne Högdahl
Lars Arne Högdahl, född 24 september 1959, är en svensk handbollstränare, främst på damsidan. Han har bland annat varit assisterande förbundskapten för Norges damlandslag bakom Marit Breivik, och tränat det österrikiska topplaget Hypo Niederösterreich. Sedan 2016 är han tränare för Byåsen IL.
Arne Högdahls moderklubb är Stockholmspolisens IF, där han spelade som ungdom och senare även var tränare för herrlaget. Han är äldre bror till den tidigare spelaren Lena Högdahl. Han är gift med den tidigare handbollsstjärnan Mia Hermansson Högdahl, som också hon är verksam som tränare efter spelarkarriärens slut. Tillsammans har de dottern Moa Høgdahl, som också hon är elithandbollsspelare.